# Neeroeteren
Neeroeteren est une section de la ville belge de Maaseik située en Région flamande dans la province de Limbourg. C'était une commune à part entière avant la fusion des communes de 1977.

## Géographie
Tout comme Opoeteren, elle doit son nom au ruisseau qui parcourt les deux localités, l'Oeter. Cette commune se trouve à la frontière du pays de la Meuse (en néerlandais Maasland) et le plateau campinois (Kempens Plateau).
Neeroeteren a quelques hameaux, à savoir Voorshoven, Berg, Waterloos et de Hei.

## Histoire
En 952, cette localité est mentionnée pour la première fois sous le nom de Uoatra. Pendant des siècles, Neeroeteren a été contrôlée par l'abbaye de Thorn (Pays-Bas), qui était sous la tutelle du prince-évêque de Liège. En 1800, l'occupation française mit fin à ce règne.
Au XVIIIe siècle, la région était terrorisée par des bandes, connues sous le nom de bokkerijders ou chévraliers. Le bailli Jan Clerx a poursuivi ces bandes d'une main de fer.

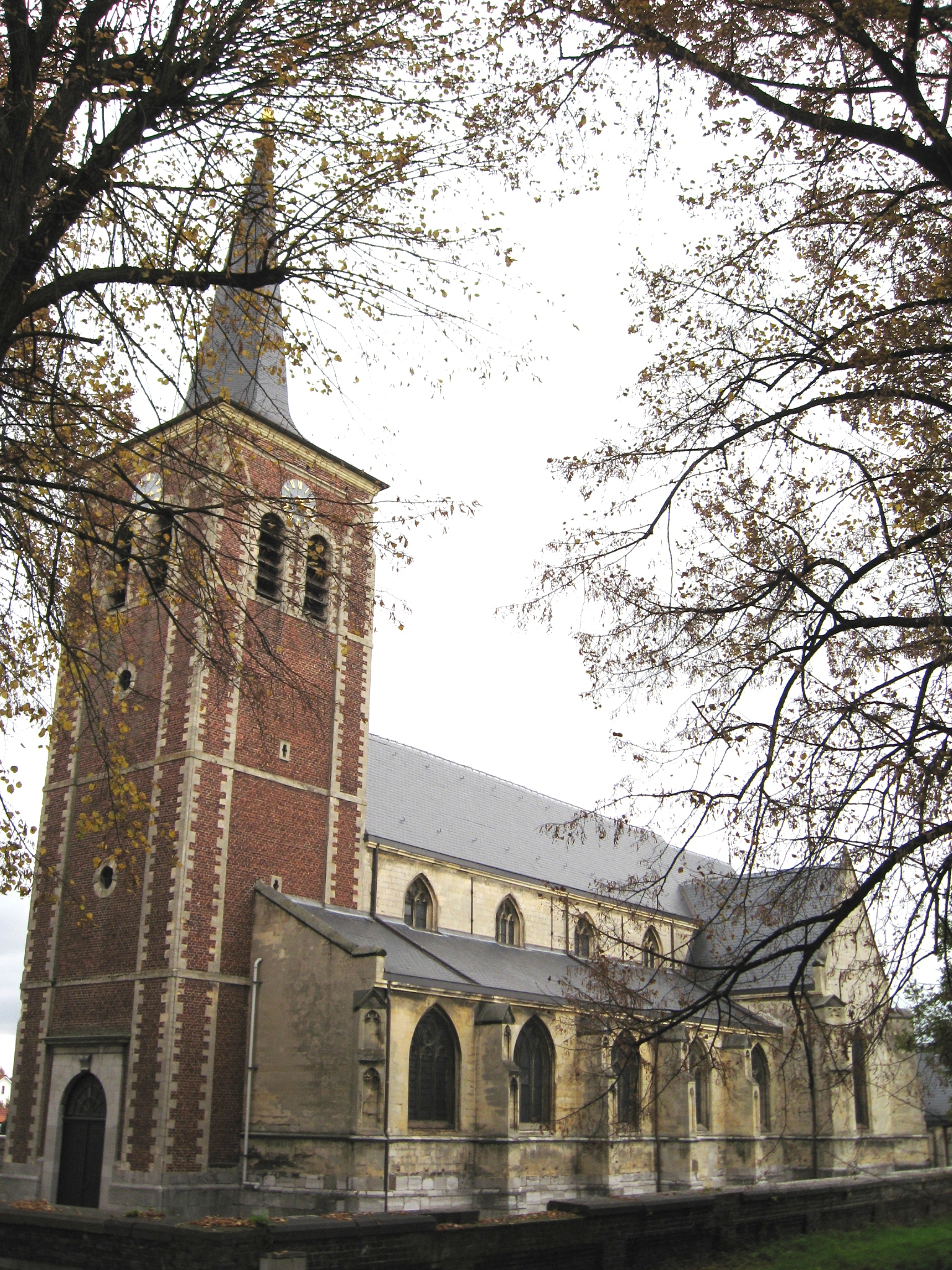
Église Saint-Lambert.

## Évolution démographique
- Sources: INS, www.limburg.be et Ville de Maaseik

## Personnalités liées à Neeroeteren
- Kris Cuppens
- Stefan Everts
- Ben Berden
- Kristof Vliegen

Neeroeteren fait aussi partie de l'œuvre de Georges Simenon, notamment dans La Maison du canal.